# Boróvskoie (Bélgorod)
|  | Per a altres significats, vegeu «Boróvskoie». |

Boróvskoie - Боровское (rus) - és un poble de l'óblast de Bélgorod, a Rússia. El 2010 tenia 65 habitants. Pertany al districte (raion) de Xebékino.